# Bartol Kašić (Schiff)
Die Bartol Kašić ist eine 1989 als Vuk Karadzic in Dienst gestellte Fähre der kroatischen Reederei Jadrolinija. Sie steht seit März 2013 auf der Strecke von Split über Vela Luka nach Ubli im Einsatz.

## Geschichte
Die Vuk Karadzic entstand unter der Baunummer 482 bei Titivo Brodogradiliste in Kraljevica und wurde am 27. Januar 1989 vom Stapel gelassen. Nach der Übernahme durch Jadrolinija im Juli 1989 wurde sie auf der Strecke von Dubrovnik nach Mljet in Dienst gestellt. Namensgeber war der serbische Philologe Vuk Karadžić.
Nachdem Jadrolinija 1991 von der kroatischen Regierung übernommen worden war, änderte die Vuk Karadzic ihren Namen in Bartol Kašić, benannt nach dem kroatischen Jesuit Bartol Kašić. In den folgenden Jahren wechselte das Schiff mehrfach seine Einsatzstrecke.
Am 16. August 2006 kollidierte die Bartol Kašić mit einer Kaimauer in Split, wodurch das Schiff beschädigt und 18 Menschen verletzt wurden. Nach mehreren weiteren Routenwechseln ist das Schiff seit März 2013 auf der Strecke von Split über Vela Luka nach Ubli in Fahrt. Gelegentlich verkehrt die Bartol Kašić bei höherem Aufkommen auch nur zwischen Vela Lika und Ubli, während die Teilstrecke von Split nach Vela Luka von der Flottenschwester Korčula übernommen wird.